# Brígida
Brígida es un nombre propio femenino de origen gaélico en su variante en español. Proviene del gaélico Brighid o Bridgid, de la raíz celta brigh (fuerza). Brighid era el nombre de una diosa céltica del fuego, muchos de cuyos atributos pasaron a Santa Brígida de Irl.
En Chile, la palabra brígido o brígida es utilizada como modismo para referirse a una persona o situación complicada, impactante o descabellada 

## Santoral
23 de julio: Santa Brígida, religiosa y mística cristiana sueca, fundadora de la orden católica que lleva su nombre, nombrada patrona de Europa.

## Variantes
| Variantes en otras lenguas | Variantes en otras lenguas |
| -------------------------- | -------------------------- |
| Español                    | Brígida                    |
| Alemán                     | Birgitta, Birgitt          |
| Bretón                     | Brec'hed                   |
| Búlgaro                    | Бригита (Brigita)          |
| Checo                      | Brigita                    |
| Danés                      | Birgitta                   |
| Eslovaco                   | Brigita                    |
| Esperanto                  | Birgita                    |
| Estonio                    | Birgitta                   |
| Euskera                    | Birkide, Birxita           |
| Finlandés                  | Birgitta                   |
| Francés                    | Brigitte                   |
| Gallego                    | Bríxida                    |
| Holandés                   | Birgitta                   |
| Húngaro                    | Brigitta                   |
| Inglés                     | Bridget, Brigitte          |
| Islandés                   | Birgitta                   |
| Italiano                   | Brigida                    |
| Latín                      | Birgitta                   |
| Lituano                    | Brigita                    |
| Noruego                    | Birgitta                   |
| Polaco                     | Brygida                    |
| Portugués                  | Brígida                    |
| Rumano                     | Brigita                    |
| Ruso                       | Бригитта (Brigitta)        |
| Sueco                      | Birgitta                   |